# Qlirim Avdulli
Qlirim Avdulli (ur. 6 czerwca 1999 w Kromerizh) – kosowski piłkarz, grający na pozycji obrońcy. W sezonie 2021/2022 zawodnik KF Ulpiana Lipljan. 

## Kariera klubowa

### KF Hajvalia i KF Arbëria Lipljan (2018–2021)
Zaczynał karierę w KF Hajvalia.
1 lipca 2018 roku trafił do KF Arbëria Lipljan. Z tym zespołem awansował do Superligi w sezonie 2019/2020. W najwyższej lidze zadebiutował 18 września 2020 roku w meczu przeciwko KF Trepça’89 Mitrowica, wygranym 0:2, grając całe spotkanie. Pierwszą asystę zaliczył 4 dni później, w meczu przeciwko FC Prishtina, zremisowanym 1:1. Asystował przy golu w 10. minucie. Łącznie w ekstraklasie kosowskiej zagrał 34 mecze i zaliczył 6 asyst.

### KF Llapi Podujevo i KF Drenica Srbica (2021–2022)
12 lipca 2021 roku został graczem KF Llapi Podujevo. Dokładnie miesiąc później rozwiązano z nim kontrakt za porozumieniem stron, gdyż nie podobało mu się w zespole z Podujeva.
18 sierpnia dołączył do KF Drenica Srbica. W tym zespole zadebiutował 21 sierpnia w meczu przeciwko KF Gjilani, zremisowanym 1:1, grając 32 minuty. Pierwszą asystę zaliczył 2 października 2021 roku w meczu przeciwko KF Ballkani Suva Reka, przegranym 3:2. Asystował przy golu w 25. minucie. Łącznie w Srbicy zagrał 14 meczów i zaliczył asystę.

### KF Ulpiana Lipljan (2022–)
17 stycznia 2022 został zawodnikiem KF Ulpiana Lipljan. Związał się z klubem półrocznym kontraktem z opcją przedłużenia o kolejny rok.